# Jiang Yuyuan
Jiang Yuyuan, em chinês: 江钰源, (Liuzhou, 1 de novembro de 1991) é uma ginasta chinesa que compete em provas de ginástica artística.
Jiang fez parte da equipe chinesa que conquistou a medalha de ouro durante os Jogos Olímpicos de Pequim em 2008, China. Individualmente, Jiang foi campeã nacional no individual geral durante o Campeonato Nacional Chinês de 2008.

## Carreira
Jiang nasceu em Liuzhou, cidade natal do campeão olímpico chinês Li Ning. Por insistência de Ning, os pais de Jiang, a colocaram em um clube de ginástica, aos quatro anos idade. Em 2002, Yuyuan competiu no Campeonato Provincial Chinês, conquistando a medalha de ouro no concurso geral. Em 2006, a ginasta fora selecionada entre 300 estreantes, a treinar junto a equipe nacional principal.
No ano posterior, Jiang fez sua estreia em competições internacionais, participando do Campeonato Mundial de Stuttgart. No evento, Yuyuan ao lado de Cheng Fei, He Ning, Sha Xiao, Yang Yilin e Li Shanshan, terminou medalhista de prata, nos exercícios coletivos, ao não superar a equipe norte-americana. No evento geral individual, sua compatriotas Sha Xiao e Yang Yilin, estavam melhor classificadas, e Yuyuan não pode competir. Classificada para a final do solo, a ginasta não conquistou medalhas, apenas a quarta colocação, em prova vencida pela americana Shawn Johnson. Em novembro, a ginasta participou do Good Luck Beijing Olympic Test Event, que escolheria as ginastas que participariam das Olimpíadas, conquistando a medalha de ouro no individual geral.
Em sua primeira aparição olímpica, nos Jogos Olímpicos de Pequim, em 2008, Yuyuan ajudou sua equipe a conquistar a medalha de ouro na prova coletiva, superando a equipe americana, invertendo as posições do evento anterior. Durante as classificatórias, Yuyuan ainda foi a final do individual geral e solo, sendo sexta no geral, e quarta colocada nos exercícios de solo. Antes mesmo dos Jogos Olímpicos se iniciarem, uma dúvida inquietou a ginástica artística, envolvendo a jovem Yuyuan e suas companheiras de equipe: a idade limite. Muitos achavam que as ginastas não tinham a idade mínima para o evento, que é de dezesseis anos. Contudo, diante de toda a regular documentação das jovens ginastas, a dúvida fora esclarecida. Com isso, não só Yuyuan, mas toda a equipe feminina, puderam manter suas medalhas conquistadas. Ainda em 2008, no Campeonato Nacional Chinês, a ginasta saiu com a medalha de ouro no evento geral individual. Como último evento do ano, deu-se a Copa do Mundo de Madrid. No evento, Yuyuan foi medalhista de prata nas barras assimétricas e na prova de solo.
Em 2009, a ginasta fez parte da equipe chinesa que disputou a Universíada de Belgrado, na Sérvia. No evento, conquistou o ouro por equipes, ao lado de sua companheira olímpica Cheng Fei. Nas seguintes finais, foi ouro no individual geral e trave. No solo foi prata, e nas barras assimétricas foi bronze.

## Principais resultados

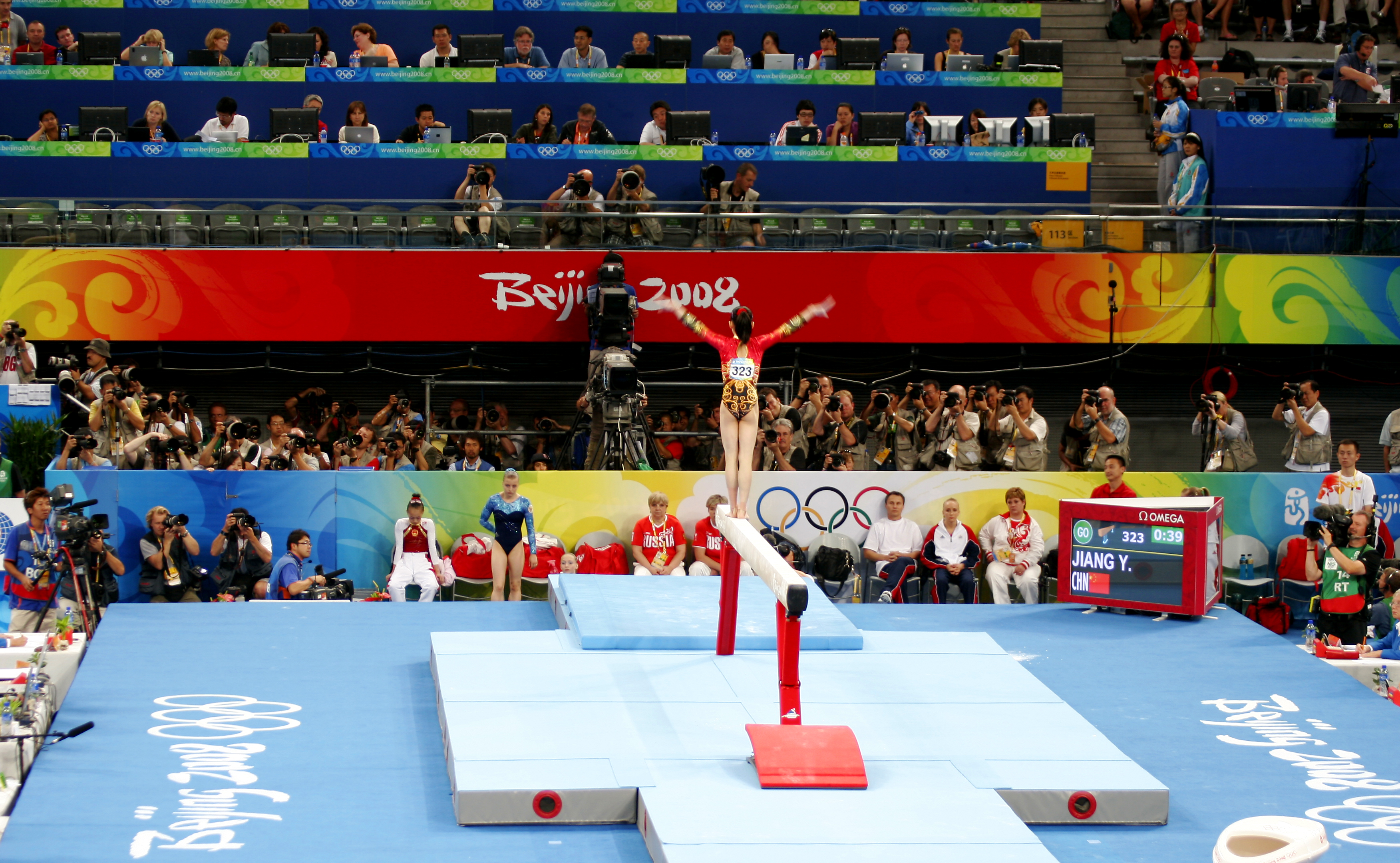
Yuyuan se apresenta na trave, nos Jogos Olímpicos de Pequim, 2008

| Ano  | Evento                                    | AA               | Equipe            | Salto sobre o cavalo | Trave            | Barras assimétricas | Solo             |
| ---- | ----------------------------------------- | ---------------- | ----------------- | -------------------- | ---------------- | ------------------- | ---------------- |
| 2007 | Campeonato Mundial de Ginástica Artística |                  | Medalha de prata  |                      |                  |                     | 4º               |
| 2007 | Copa do Mundo – Xangai                    |                  |                   | Medalha de bronze    |                  | Medalha de ouro     | Medalha de ouro  |
| 2008 | Copa do Mundo – Ostrava                   |                  |                   |                      | Medalha de prata | Medalha de ouro     |                  |
| 2008 | Jogos Olímpicos                           | 6º               | Medalha de ouro   |                      |                  |                     | 4º               |
| 2008 | Campeonato Nacional                       | Medalha de ouro  |                   |                      |                  |                     |                  |
| 2008 | Copa do Mundo – Doha                      |                  |                   |                      | 4º               | Medalha de prata    | Medalha de ouro  |
| 2008 | Copa do Mundo – Madrid                    |                  |                   |                      |                  | Medalha de prata    | Medalha de prata |
| 2009 | Campeonato Nacional                       | 5º               |                   |                      |                  | Medalha de ouro     |                  |
| 2009 | Universíada                               | Medalha de ouro  | Medalha de ouro   |                      | Medalha de ouro  | Medalha de bronze   | Medalha de prata |
| 2010 | Campeonato Mundial de Ginástica Artística | Medalha de prata | Medalha de bronze |                      |                  |                     |                  |
| 2010 | Jogos Asiáticos                           |                  | Medalha de ouro   |                      |                  |                     |                  |
| 2011 | Campeonato Mundial de Ginástica Artística |                  | Medalha de bronze |                      |                  |                     |                  |